# Havana 3 a.m.
Gli Havana 3am furono un gruppo musicale dalla breve durata, formato dall'ex bassista dei Clash, Paul Simonon.

## Storia
Il gruppo fu formato nel 1986 dopo l'ufficiale rottura dei Clash. Il nome scelto fu preso da un album degli anni '50 di Dámaso Pérez Prado. Probabilmente il nome Havana 3 a.m. vuole anche ricordare la tentata invasione di Cuba da parte dell'esercito degli U.S.A., per rovesciare il governo di Fidel Castro, avvenuta il 17 aprile 1961 all'incirca alle ore 3 del mattino (in inglese 3 a.m.- antimeridiane), e fallita per l'intervento immediato dell'esercito cubano supportato dalla popolazione civile a difesa del proprio territorio. Prevalentemente i componenti della band suonano rockabilly, ma sono presenti influenze di vari generi come: il latino, l'heavy metal e il reggae. La band registrò il suo primo album nel 1991 in Giappone e prenderà l'omonimo nome di Havana 3am. Il cd, che comprende dodici tracce, vendette poche copie. La band ruppe il proprio rapporto quando Paul Simonon decise di ritornare alla propria passione: dipingere quadri.

## Componenti
- Nigel Dixon - voce leader, chitarra ritmica
- Gary Myrick - seconda voce, chitarra elettrica
- Paul Simonon - seconda voce, basso
- Travis Williams - batteria

## Discografia
- 1991 - Havana 3am
- 1996 - Texas Glitter & Tombstone Tales